# Felipe Pinglo Alva
Julio Felipe Federico Pinglo Alva, Felipe Pinglo Alva (Lima, 18 de juliol de 1899 - ibídem, 13 de maig de 1936) fou un cantautor peruà de música criolla, destacat com un dels millors compositors d'aquest país.

## Biografia
Fill de Felipe Pinglo Meneses i de María Florinda Alva. Es va educar a la ciutat de Lima, seguint els seus estudis primaris en el Centre Escolar Fiscal de los Naranjos en Barrios Altos; els seus estudis secundaris entre 1943 i 1947 al Col·legi Nuestra Señora de Guadalupé de Barranco. Va començar a compondre i interpretar música criolla des de molt jove. Va integrar diversos grups criolls, 
Trobant la fama en guanyar àmplia popularitat dues composicions, els vals:
- El Plebeyo vals.
- El Huerto de mi Amada vals.
- El Espejo de mi Vida vals.
- Bouquet vals
- Llegó el Invierno one-step, posteriorment convertida a polka.
- Melodías del Corazón - vals.
- Jacobo el Leñador - vals.
- Amor Traidor - polka
- Amelia - vals. Esta va ser la primera composició de Pinglo als 17 anys.
- De Vuelta al Barrio - vals
- Tu Nombre y El Mío - vals
- Silente - vals
- Jesús - vals
- Ven Acá, Limeña one-step, posteriorment convertida a polka.
- Locos Suspiros - polka
- Bello Hawaii - vals
- Sueños de Opio - vals
- Amor Iluso - vals
- El Cabaret - one-step
- Celos - vals
- La Canción del Porvenir - one-step, posteriorment convertida a polka.
- Morir Quisiera one-step, posteriorment convertida a polka.
- Amor que Mata - polka
- La Oración del Labriego - vals
- Bohemia de Luto - vals
- Terroncito de Azúcar - one step
- Semblanza - vals
- Ramito de Flores - vals
- Dolores - polka
- Las Limeñas - polka
- Pasión y Odio - vals
- Angélica - vals.
- Crepúsculo de Amor Vals
- Aldeana - vals
- Querubín - polka
- Astro Rey - vals
- Los Limoneros - polka